# 徳島県道190号徳島港線
徳島県道190号徳島港線（とくしまけんどう190ごう とくしまこうせん）は、徳島県徳島市を通る一般県道である。

## 概要
線名自体は徳島港線であるが、県道の指定自体は国道11号交点に近い中洲町3丁目からとなっている。新町川支流の助任川（下流部）から吉野川水系の河川である新町川（下流部）までの河川沿いを走っている。道路と並行して新町川沿いにはケンチョピアのヨットハーバーがある。

### 路線データ
- 起点：徳島市中洲町3丁目
- 終点：徳島市中洲町1丁目（国道11号交点）
- 距離：0.645 km[1]

## 歴史
- 1920年（大正9年）4月16日 - 徳島県道徳島港線として認定。

その後、徳島港を起点または終点とする数本の徳島県道に吸収される。
- 1959年（昭和34年）1月31日 - 徳島県道69号徳島港線として認定。

徳島港線単独の路線名が復活する。
- 1972年（昭和47年）3月10日 - 現在の徳島県道190号となり、現在に至る。

## 地理

### 通過する自治体
- 徳島県
  - 徳島市

### 交差する道路
| 交差する道路           | 交差する場所 | 交差する場所 |
| ---------------------- | ------------ | ------------ |
| 国道11号 国道28号 重複 | 中洲町1丁目  | 終点         |

### 沿線
- 新町川
- 助任川
- 三井住友海上徳島ビル
- ケンチョピア